# Harry Hook
Harry Hook és un fotògraf, guionista i director de cinema i televisió anglès, conegut per pel·lícules com The Last of HisTribe i la versió de 1990 del Senyor de les Mosques.

## Filmografia
- The Kitchen Toto (1987)
- Senyor de les Mosques (1990)
- The Last of HisTribe (1992)
- St. Ives (1998)
- The Many lives of Albert Walker (2002)